# 야마쓰리정
야마쓰리정(일본어: 矢祭町 야마쓰리마치[*])은 일본 후쿠시마현 나카도리 최남단에 있는 히가시시라카와군의 정이다.

## 지리
정의 거의 중심부에 야마쓰리산이 있고 구지강이 야마쓰리산을 돌아 남북으로 흐른다. 서단에 있는 야미조산은 남쪽은 이바라키현, 서쪽은 도치기현과 접하는 현 경계의 산이고 동쪽의 묘가강 유역만이 야마쓰리정에 속한다. 정의 동부는 아부쿠마 고지로 동서부에는 산이 많으며 구지강을 따라서 JR 스이군선과 국도 118호선이 달린다.
구지강과 그 지류에 놓여 있는 촌락이고 도로변에 논밭과 취락이 퍼져 있으며 히가시타테역 주변에 작은 상점이 점재한다.

## 역사
1729년까지 다나구라번의 영토였고 이후 막부 직할지(천령)로 대관소의 지배를 받았다.
- 1889년 4월 1일 - 도요사토촌, 이시이촌, 다카기촌이 탄생하였다.
- 1955년 3월 31일 - 도요사토촌과 다카기촌의 남부가 합병해 야마쓰리촌이 탄생하였다.
- 1957년 1월 10일 - 야마쓰리촌에 하나와정의 일부(합병 이전 이시이촌의 일부)가 편입되었다.
- 1963년 1월 1일 - 야마쓰리촌이 정으로 승격해 야마쓰리정이 되었다.

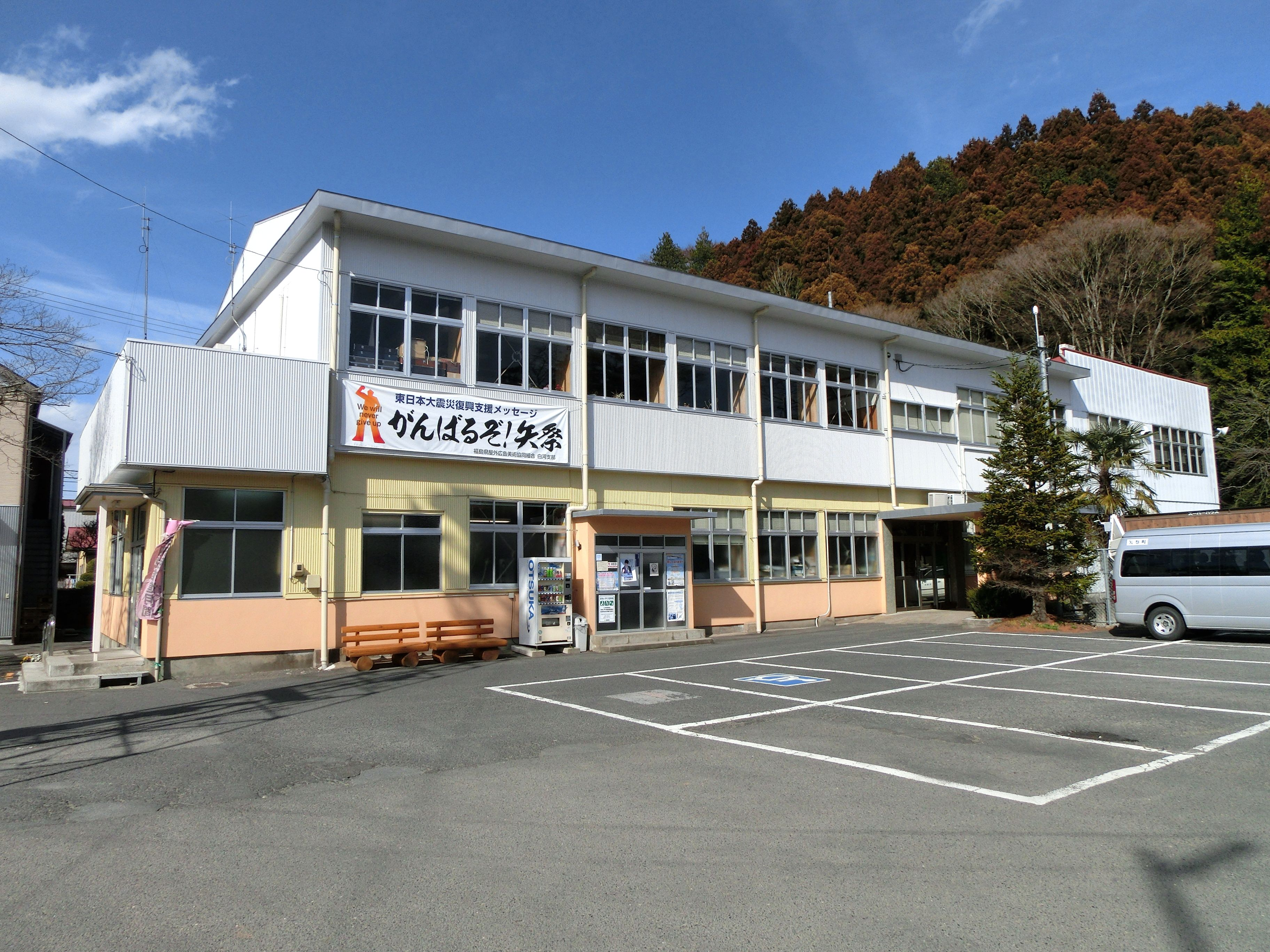
야마쓰리정 사무소

## 인구
| 연도 | 인구   | ±%     |
| ---- | ------ | ------ |
| 1960 | 11,704 | —      |
| 1970 | 9,211  | −21.3% |
| 1980 | 8,074  | −12.3% |
| 1990 | 7,596  | −5.9%  |
| 2000 | 7,062  | −7.0%  |
| 2010 | 6,348  | −10.1% |

## 교통

### 철도
- 동일본 여객철도 스이군선

### 도로
- 국도 118호선
- 국도 349호선(일본어판)